# Repubblica Socialista dell'Unione della Birmania
La Repubblica Socialista dell'Unione della Birmania (in birmano ပြည်ထောင်စု ဆိုရှယ်လစ်သမ္မတ မြန်မာနိုင်ငံတော်, Pyihtaunghcu Soshallaitsammat Myanmar Ninengantaw) fu il nome della Birmania durante il regime socialista-militare. Il regime iniziò nel 1962 (anche se fino al 1974 il nome ufficiale rimase Unione Birmana) in seguito al colpo di Stato guidato da Ne Win e dai militari per rimuovere U Nu dal potere. L'ideologia ufficiale fu definita come la Via birmana al socialismo, basata su un omonimo trattato economico scritto nell'aprile del 1962 dal Consiglio rivoluzionario birmano, e prevedeva un modello di sviluppo economico concepito secondo la specifica situazione birmana, la riduzione dell'influenza straniera in Birmania e una maggiore importanza data al ruolo dei militari. Il colpo di Stato guidato da Ne Win e dal Consiglio rivoluzionario nel 1962 fu compiuto con il pretesto delle crisi economiche, religiose e politiche nel Paese, in particolare quelle relative alla questione del federalismo e al diritto degli Stati birmani di separarsi dall'Unione.
La Via birmana al socialismo è stata in gran parte descritta dagli studiosi come xenofoba e superstiziosa. Tuttavia, il PIL pro capite reale (costante a 2.000 dollari) in Birmania è aumentato da $159,18 nel 1962 a $219,20 nel 1987, pari a circa l'1,3% all'anno - uno dei tassi di crescita più bassi nell'Asia orientale in questo periodo, ma pur sempre positivo. Il programma potrebbe anche aver contribuito ad aumentare la stabilità interna e impedire alla Birmania di rimanere intricata nelle lotte della guerra fredda che hanno colpito gli altri Paesi del sud-est asiatico.
La via birmana per il socialismo ha notevolmente aumentato la povertà e l'isolamento autarchico ed è stata descritta come "disastrosa". Il successivo tentativo di Ne Win di rendere il kyat birmano come una valuta basata su tagli divisibili per 9, un numero che considerava di buon auspicio, decimò i risparmi di milioni di birmani. Ciò contribuì alla rivolta 8888 violentemente repressa dai militari, che istituirono il Consiglio di Stato per la Restaurazione della Legge e dell'Ordine nel 1988, rinominato nel 1997 Consiglio di Stato per la Pace e lo Sviluppo.

## Storia

### Crisi del governo di U Nu
Con U Nu e il governo di coalizione guidato dalla Lega della Libertà Popolare Anti-Fascista (LLPAF), la Birmania aveva attuato politiche economiche e assistenziali di stampo socialista che produssero una lenta crescita economica negli anni cinquanta. Il 28 ottobre 1958, il generale Ne Win fu nominato primo ministro ad interim in seguito ai disordini creati dalla scissione della LLPAF in due fazioni, una guidata da Thakins Nu e Tin, l'altra da Ba Swe e Kyaw Nyein. Ciò avvenne nonostante l'inaspettato successo del progetto "Arms for Democracy" di U Nu, ripreso da U Seinda negli Arakan, dai Pa'O e alcuni gruppi Mon e Shan. La situazione nel parlamento dell'Unione Birmana si fece più instabile e il governo di U Nu riuscì a superare un voto di sfiducia solo con il sostegno dell'opposizione del Fronte Unito Nazionale (NUF), che credeva di avere dei "cripto-comunisti" tra di loro.
Le personalità più radicali dell'esercito iniziarono a temere la "minaccia" di un accordo tra il Partito Comunista della Birmania (PCB) e U Nu attraverso il FNU. Alla fine, U Nu "invitò" il Capo di Stato Maggiore dell'Esercito e Generale Ne Win a prendere il controllo del Paese tramite un governo ad interim. Furono arrestati oltre 400 "simpatizzanti comunisti", di cui 153 deportati sulle isole Coco nel Mare delle Andamane. Tra loro vi era il leader del FNU Aung Than, fratello maggiore di Aung San. Furono chiusi anche giornali come Botahtaung, Kyemon e Rangoon Daily.
Il governo di Ne Win ristabilì l'ordine e aprì la strada alle nuove elezioni generali nel 1960 che diedero al partito di U Nu un'ampia maggioranza. Tuttavia, la stabilità non durò a lungo, quando il movimento federale Shan, iniziato dal Saopha di Nyaung Shwe Sao Shwe Thaik (il primo presidente della Birmania indipendente dal 1948 al 1952) e favorevole ad un federalismo allentato, iniziò ad essere visto come un movimento separatista che insisteva sul governo chiedendo il diritto alla secessione in 10 anni previsto dalla Costituzione del 1947. Nel 1959 Ne Win era già riuscito a privare i Saopha shan dei loro poteri feudali in cambio di pensioni a vita.

### Colpo di Stato del 1962
Due anni dopo dalla restituzione del potere dal governo ad interim a quello della LLPAF, il 2 marzo 1962, Ne Win prese nuovamente il controllo del paese attraverso un colpo di Stato militare e divenne il primo ministro del paese. U Nu fu arrestato assieme a Sao Shwe Thaik e ad altri, mentre i militari proclamarono la nascita di uno Stato socialista guidato dal Consiglio rivoluzionario birmano e con la "Via birmana al socialismo" come ideologia ufficiale. Il figlio di Sao Shwe Thaik, Sao Mye Thaik, fu ucciso durante il golpe e Thibaw Sawbwa Sao Kya Seng sparì misteriosamente dopo esser stato fermato ad un checkpoint vicino Taunggyi.
La Costituzione dl 1947 fu sospesa e il Partito del Programma Socialista della Birmania (PPSB), fondato il 4 luglio dello stesso anno, divenne l'unico partito legale. L'Assemblea Popolare divenne l'autorità suprema nel campo legislativo, esecutivo e giudiziario, mentre a livello locale furono creati dei Consigli Popolari.
All'Università di Rangoon scoppiò una rivolta nel luglio del 1962 e le truppe furono inviate sul posto. Esse spararono sui manifestanti e distrussero l'edificio dell'unione studentesca locale. Subito dopo, Ne Win si rivolse alla nazione con un discorso alla radio di cinque minuti e affermò che:
Il 13 luglio 1962, meno di una settimana dopo il discorso, Ne Win partì per l'Austria, la Svizzera e il Regno Unito "per un controllo medico".
Tutte le università furono chiuse per due anni fino a settembre del 1964.

### Attuazione delle riforme
Gli effetti della Via birmana al socialismo furono molteplici e incisero sull'economia, sugli standard educativi e sul tenore di vita del popolo birmano. Le organizzazioni umanitarie straniere, come la Ford Foundation e la The Asia Foundation, con sede negli Stati Uniti, così come la stessa Banca Mondiale, non poterono più operare nel paese. Era permesso soltanto l'aiuto da un governo all'altro. Inoltre, l'istruzione in lingua inglese fu riformata e introdotta nelle scuole secondarie, mentre in precedenza veniva iniziata all'asilo. Il governo applicò inoltre ampie restrizioni ai visti per i cittadini birmani, in particolare per i paesi occidentali, ma promosse il viaggio di studenti, scienziati e tecnici verso l'Unione Sovietica e l'Europa orientale per ricevere una formazione e per contrastare anni di influenza occidentale nel paese. Allo stesso modo, i visti per gli stranieri furono limitati a 24 ore.
Inoltre, la libertà di espressione fu ampiamente limitata: furono vietate le pubblicazioni in lingua straniera, così come i giornali che stampavano "false notizie di propaganda". La Commissione per il controllo della stampa (ora Divisione per il controllo e la registrazione della stampa) fu istituita dal Consiglio Rivoluzionario attraverso la legge sulla registrazione degli editori e degli stampatori nell'agosto 1962. Il Consiglio istituì la News Agency of Buma, l'agenzia di stampa della Birmania, per diffondere le notizie nel paese al posto delle agenzie straniere. Nel settembre del 1963, The Vanguard e The Guardian, due giornali birmani, furono nazionalizzati. Nel dicembre 1965, la pubblicazione di giornali di proprietà privata fu vietata dal governo.
L'impatto delle nuove politiche sull'economia birmana è stato molto ampio. La legge sulla nazionalizzazione delle imprese, approvata dal Consiglio rivoluzionario nel 1963, portò alla nazionalizzazione di tutte le principali industrie, comprese quelle del commercio import-export, del riso, banche, miniere, teak e gomma a partire dal 1 giugno 1963. In totale, furono nazionalizzate circa 15 000 aziende private. Inoltre, agli industriali venne vietato creare nuove fabbriche con capitale privato. Ciò si rivelò particolarmente dannoso per gli anglo-birmani, gli indiani birmani e gli inglesi.
L'industria petrolifera, che in precedenza era controllata da compagnie americane e britanniche come la General Exploration Company e l'East Asiatic Burma Oil, furono costrette a cessare le proprie operazioni. Al loro posto fu creata la Burma Oil Company di proprietà del governo, con il monopolio sull'estrazione e la produzione di petrolio. Nell'agosto 1963 seguì la nazionalizzazione delle industrie di base, inclusi grandi magazzini, depositi e negozi all'ingrosso. Sono state inoltre introdotte tabelle per il controllo dei prezzi.
La legge sulla nazionalizzazione delle imprese colpiva direttamente gli stranieri in Birmania, in particolare gli indiani e i cinesi, entrambi influenti nel settore economico come imprenditori e industriali. A metà del 1963, ogni settimana circa 2 500 stranieri lasciavano la Birmania. Nel settembre del 1964, circa 100 000 cittadini indiani avevano lasciato il paese.
Il mercato nero non ufficiale divenne una delle principali caratteristiche dell'economia, rappresentando circa l'80% dell'economia nazionale durante il periodo socialista. Inoltre, la disparità di reddito divenne una questione socioeconomica importante. Durante gli anni sessanta, le riserve valutarie della Birmania erano diminuite da 214 milioni $ nel 1964 a 50 milioni $ nel 1971 mentre l'inflazione era cresciuta. Anche le esportazioni di riso diminuirono, passando da 1 840 000 tonnellate nel 1961-1962 a 350 000 tonnellate nel 1967-1968, a causa sia delle politiche socialiste sia dell'incapacità della produzione nazionale di soddisfare i tassi di crescita della popolazione.
Intanto, nel 1969, U Nu fu scarcerato e si rifugiò in Thailandia per cercare di organizzare un movimento di resistenza contro il governo di Ne Win. Tuttavia, il suo intento fallì e si rifugiò in India.

### Crisi e riforme
Nel 1971, durante il I congresso del PPSB, furono varate nuove riforme economiche alla luce dei fallimenti della politica economica perseguita negli anni sessanta. Il governo birmano chiese di ricongiungersi alla Banca mondiale e di unirsi alla Banca asiatica di sviluppo, cercando inoltre maggiori aiuti e assistenza all'estero. Il piano ventennale, suddiviso in cinque incrementi d'attuazione, fu introdotto per sviluppare le industrie legate alle risorse naturali del paese, tra cui l'agricoltura, la silvicoltura, il petrolio e il gas naturale, in modo da favorire il progresso economico. Queste riforme riportarono gli standard di vita ai livelli precedenti alla seconda guerra mondiale e stimolarono la crescita economica. Tuttavia, nel 1988, il debito estero era aumentato a 4,9 miliardi $, circa i tre quarti del PIL nazionale.
Nel settembre del 1971, Ne Win incaricò dei membri del comitato centrale del PPSB a redigere una nuova costituzione birmana assieme a dei rappresentanti dei gruppi etnici.
Nell'aprile 1972, Ne Win e altri membri del Consiglio rivoluzionario si congedarono dall'esercito, ma mantennero le loro posizioni di potere nel partito.
Nel dicembre del 1973, fu organizzato un referendum per ratificare la nuova costituzione, promulgata successivamente nel gennaio del 1974. All'inizio del 1974 si tennero le elezioni dell'Assemblea popolare e dei Consigli popolari. Nel marzo dello stesso anno, entrò in carica un nuovo governo con Ne Win come presidente della repubblica.
Intanto, iniziarono a nascere moti insurrezionali di stampo comunista ed etnico nelle aree orientali e settentrionali del Paese. Per placare i rivoltosi, nel maggio del 1980, Ne Win offrì l'amnistia totale a tutti gli rivoltosi politici dentro o al di fuori del territorio birmano, tra cui lo stesso U Nu che rientrò nel paese ed entrò a far parte di un monastero buddista. Tuttavia, molti manifestanti decisero di continuare ad opporsi al governo e l'esercito cercò più volte di sopprimersi, con scarso successo.
Ne Win si ritirò da presidente e segretario del Consiglio rivoluzionario nel 1981, mantenendo la propria carica nel PPSB.

### Instabilità politica
Negli anni ottanta, il paese aveva accumulato un debito nazionale di 3,5 miliardi $ e riserve monetarie tra i 20 e i 35 milioni $. Nel novembre del 1985, gli studenti si riunirono e boicottarono la scelta del governo di eliminare le banconote. Il 5 settembre 1987, Ne Win annunciò il ritiro delle banconote da 100, 75, 35 e 25 kyat, lasciando solo quelle da 45 e 90 kyat. Gli studenti videro quindi volatizzarsi subito i risparmi delle tasse universitarie e gli iscritti al Rangoon Institute of Technology (RIT) iniziarono a manifestare con violenza a Rangoon. Le università della capitale furono chiuse temporaneamente e gli studenti inviati a casa. Intanto, proteste più grandi a Mandalay coinvolsero monaci e operai che diedero fuoco a uffici del governo e di aziende statali. I media di Stato parlarono poco delle proteste, ma le informazioni si diffusero rapidamente tra gli studenti.
A metà marzo del 1988, avvennero numerose proteste e si accentuò il dissenso all'interno dell'esercito. Molte manifestazioni furono represse violentemente e con gas lacrimogeni per disperdere la folla. Il 16 marzo, gli studenti contrari al regime monopartitico marciarono verso i soldati al lago Inya ma la polizia caricò, manganellando i rivoltosi fino alla morte.
In seguito alle ultime proteste, le autorità annunciarono una nuova chiusura delle università per diversi mesi. Nel giugno del 1988, le manifestazioni studentesche continuarono ad essere sempre più frequenti e da Rangoon si espansero anche in altre città della Birmania, come Pegu, Mandalay, Tavoy, Toungoo, Sittwe, Pakokku, Mergui, Minbu e Myitkyina. I manifestanti chiedevano a gran voce l'istituzione di una democrazia multipartitica, e l'instabilità politica condusse Ne Win alle dimissioni il 23 luglio 1988. Al suo posto, Sein Lwin fu incaricato di formare il nuovo governo, nonostante il forte dissenso.

### Rivolta 8888
Gli studenti pianificarono uno sciopero nazionale per l'8 agosto 1988, considerata come una data di buon auspicio. La notizia raggiunse le aree rurali del paese, pamphlet e manifesti dissidenti cominciarono ad apparire nelle strade della capitale mostrando un pavone, il simbolo dell'Unione degli studenti birmani.
A Rangoon, gli studenti si riunirono davanti alla Pagoda Shwedagon per chiedere l'appoggio da parte dei monaci buddisti. mentre altri attivisti incoraggiarono avvocati e monaci a Mandalay. Agli studenti si unirono presto cittadini di ogni ceto sociale, tra cui impiegati statali, personale della marina e dell'aviazione, doganieri, insegnanti e personale ospedaliero. Più di 10 000 persone manifestarono davanti alla Pagoda Sule di Rangoon, dove furono bruciate e sepolte effigie di Ne Win e Sein Lwin in bare decorate con banconote demonetizzate. Il 3 agosto, le autorità imposero la legge marziale dalle 8 di sera alle 4 del mattino assieme al divieto di riunioni con più di cinque persone.
L'8 agosto fu organizzato lo sciopero nazionale, come pianificato dagli studenti, e fu coinvolta tutta la popolazione della Birmania, comprese le minoranze etniche e religiose. Durante la marcia, i manifestanti baciarono le scarpe dei soldati per cercare di persuaderli a partecipare alla protesta civile, mentre altri circondarono gli ufficiali militari per proteggerli dalla folla e dai possibili atti violenti.
Le manifestazioni continuarono nei successivi quattro giorni e il governo promise inizialmente di soddisfare le richieste dei manifestanti, ma in seguito le autorità aprirono il fuoco contro di loro e la situazione degenerò. La statale Radio Rangoon riportò che più di 1 451 "saccheggiatori e disturbatori" erano stati arrestati.
Il 12 agosto, Lwin si dimise e il 19 fu nominato Maung Maung, professore di legge, biografo di Ne Win nonché unico membro non militare del PPSB. Con la sua nomina, le proteste e le sparatorie diminuirono ma nei giorni successivi la tensione ritornò ad acuirsi.
Il 26 agosto, Aung San Suu Kyi tenne un discorso davanti alla pagoda Shwedagon davanti a mezzo milione di persone. Nel suo discorso, Kyi chiese alla folla di non agire attraverso le armi ma di cercare la pace con mezzi non violenti.
Nel settembre del 1988, durante un congresso del PPSB, il 90% dei delegati votò a favore di un sistema multipartitico e in seguito furono annunciate nuove elezioni, ma l'opposizione chiese le immediate dimissioni del governo e la formazione di uno ad interim per l'organizzazione delle votazioni. Inizialmente il PPSB rifiutò entrambe le proposte ma fu costretto ad accettarle in seguito a nuove proteste. Verso la metà di settembre, i manifestanti divennero sempre più violenti e chiesero un cambiamento più immediato e non graduale.

### Colpo di Stato e fine del regime socialista
Il 18 settembre 1988, i militari presero nuovamente il potere: il generale Saw Maung respinse la costituzione del 1974 ed istituì il Consiglio di Stato per la Restaurazione della Legge e dell'Ordine nel 1988. Fu imposta la legge marziale e i manifestanti furono repressi brutalmente, mentre le truppe del Tatmadaw Kyi compivano sparatorie nelle diverse città della Birmania.

## Via birmana al socialismo

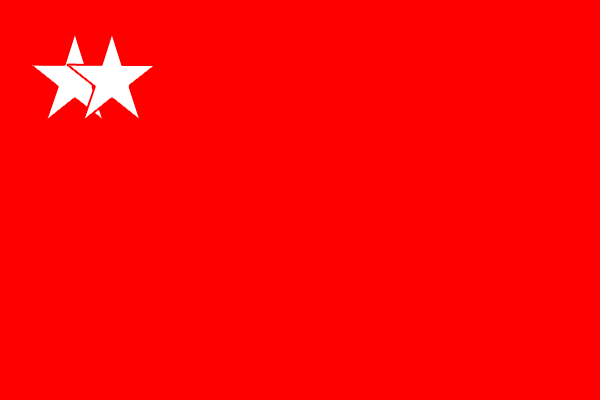
Bandiera del Partito del Programma Socialista della Birmania.

La Via birmana al socialismo è stata descritta da alcuni come anti-occidentale, di natura neutralista e socialista, caratterizzata anche da un'ampia dipendenza dai militari, dall'enfasi sulla popolazione rurale e dal nazionalismo birmano. Nel gennaio 1963, la Via birmana al socialismo fu ulteriormente elaborata in una politica statale chiamata "Sistema di correlazione dell'uomo e del suo ambiente" (လူနှင့် ပတ်ဝန်းကျင်တို့၏ အညမည သဘောတရား), pubblicato come base filosofica e politica dell'approccio birmano alla società e al socialismo, con l'influenza del pensiero buddista, umanista e marxista.
I principi fondamentali della Via birmana al socialismo, come delineata nel 1963, erano i seguenti:
1. Nel definire i loro programmi, nonché nella loro esecuzione, il Consiglio rivoluzionario doveva studiare e valutare oggettivamente le realtà concrete e anche le condizioni naturali peculiari della Birmania. Sulla base dei risultati effettivi derivati da tale studio e valutazione, avrebbe dovuto sviluppare i propri modi e mezzi per progredire.[45]
2. Nelle sue attività, il Consiglio rivoluzionario doveva impegnarsi per migliorare se stesso attraverso l'autocritica. Avendo appreso dalla storia contemporanea i mali della deviazione verso destra o sinistra, il Consiglio avrebbe dovuto evitare con cautela tale tipo di deviazione.[45]
3. In qualunque situazione e difficoltà, il Consiglio rivoluzionario avrebbe dovuto cercare di progredire in base ai tempi, alle condizioni, all'ambiente e alle circostanze in continua evoluzione, tenendo a cuore gli interessi fondamentali della nazione.[45]
4. Il Consiglio Rivoluzionario doveva cercare diligentemente tutti i modi e i mezzi con cui avrebbe potuto formulare e realizzare programmi con un valore reale e pratico per il benessere della nazione. In tal modo, avrebbe dovuto osservare, studiare e usufruire criticamente delle opportunità fornite da idee, teorie ed esperienze progressiste in patria o all'estero, senza discriminazioni.[45]

Seguendo la via birmana verso il socialismo, il Consiglio doveva eliminare, con l'aiuto del popolo, lo sfruttamento dell'uomo da parte di se stesso e stabilire un'economia socialista basata sulla giustizia e sull'emancipazione di tutta la popolazione.
L'economia doveva essere fondata sul principio della proprietà statale o cooperativa dei mezzi di produzione e lo Stato doveva assumersi l'incarico di pianificare i processi economici in modo proporzionale alla disponibilità, considerando la popolazione e le forze produttive. Tuttavia, le principali aziende nazionali private che contribuivano maggiormente all'economia, avrebbero potuto agire autonomamente con determinate restrizioni.
Ogni cittadino era uguale davanti alla legge e la giustizia sociale veniva garantita senza alcuna distinzione, ma il raggiungimento dell'egualitarismo era reputato impossibile nella società socialista poiché limitata dalle differenze fisiche e intellettuali tra i cittadini.
Compito dello Stato era anche quello di proteggere la propria economia socialista attraverso la creazione di un esercito nazionale e un'educazione di massa dei propri cittadini basata sui principi socialisti dell'ateismo e della cultura.
Il Consiglio nazionale doveva promuovere la fratellanza e l'amicizie tra le etnie della Birmania ispirandosi in parte ai principi del generale Aung San.

## Presidenti
- Ne Win (2 marzo 1974 - 9 novembre 1981)
- San Yu (9 novembre 1981 - 27 luglio 1988)
- Sein Lwin (27 luglio 1988 - 12 agosto 1988)
- Aye Ko (ad interim, 12 agosto 1988 - 19 agosto 1988)
- Maung Maung (19 agosto 1988 - 18 settembre 1988)